# منتجان برمجيان توأمان
يقال على مكوني برمجية ما أنهما منتجان في نفس الوقت إذا تطلب تغيير أحدهما تعديل الآخر من أجل الحفاظ على الصحة الكاملة للمنظومة. الإنتاج في نفس الوقت هو أحد طرق وصف وتفسير أنواع محددة من التعقيد في منظومات البرمجيات

## القوة
يقال على إحدى صور الإنتاج في نفس الوقت أنها أقوى إذا ماكانت غالبا تحتاج إلى تعويض التغييرات في العناصر المنتجة في نفس الوقت. كلما ازدادت قوة صورة الإنتاج في نفس الوقت، زادت صعوبة وتكلفة تغيير العناصر في العلاقة.

## الدرجة
يرتبط تقبل الإنتاج في نفس الوقت بدرجة الحدوث. ربما يصبح الإنتاج في نفس الوقت مقبولا في نطاق محدد لكن غير مقبول في النطاق الزائد. على سبيل المثال، تعتبر الدالة أو الطريقة التي تحتمل برهانين مقبولة بشكل عام. ومع ذلك فإنه من غير المقبول أن تحتمل الدوال أو الطرق عشر براهين مثلا.تتحمل العناصر ذات درجة الإنتاج في نفس الوقت الأعلى صعوبة وتكلفة تغيير أكثر من العناصر ذات الدرجة الأقل.

## المكانية
يؤخذ المكان بعين الاعتبار عند تحليل الإنتاج في نفس الوقت. يمكن تقبل الصور القوية من الإنتاج في نفس الوقت إذا كانت العناصر المشاركة مرتبطة بشكل وثيق، تستخدم لغات متعددة براهين موضعية عند استدعاء دوال أو طرق. يعتبر الإنتاج في نفس الوقت للموضع مقبولا بسبب تقارب المستدعي والمستدعى. من غير المقبول مكانيا نقل البراهين إلى خدمة ويب بسبب عدم الارتباط النسبي للأجزاء.تكون صعوبة وتكلفة تغيير درجة وقوة الإنتاج في نفس الوقت أكبر كلما قل تقارب العناصر المشاركة.

## أنواع الإنتاج في نفس الوقت
هذه قائمة من بعض أنواع الإنتاج في نفس الوقت مرتبة بالتقريب من الأضعف إلى الأقوى.
الإنتاج في نفس الوقت للاسميحدث عندما يتحتم توافق المكونات المتعددة مع اسم كيان ما
الإنتاج في نفس الوقت للنوعيحدث عندما يتحتم توافق المكونات المتعددة مع نوع كيان ما
الإنتاج في نفس الوقت للمعنىيحدث عندما يتحتم توافق المكونات المتعددة مع معنى قيم محددة
الإنتاج في نفس الوقت للموضعيحدث عندما يتحتم توافق المكونات المتعددة مع ترتيب القيم
الإنتاج في نفس الوقت للخوارزميةيحدث عندما يتحتم توافق المكونات المتعددة مع خوارزمية محددة
الإنتاج في نفس الوقت للتنفيذيحدث عندما يكون ترتيب تنفيذ المكونات المتعددة مهما
الإنتاج في نفس الوقت للتوقيتيحدث عندما يكون توقيت تنفيذ المكونات المتعددة مهما
الإنتاج في نفس الوقت للهويةيحدث عندما يتحتم أن تشير المكونات المتعددة إلى الكيان

## تقليل الإنتاج في نفس الوقت
يقوم تقليل الإنتاج في نفس الوقت بتقليل تكلفة تغيير منظومة البرمجية.يعتبر تحويل الصور القوية من الإنتاج في نفس الوقت هو أحد طرق تقليله. على سبيل المثال، يمكن تغيير الطريقة التي تحتمل براهين عديدة بحيث تستخدم معاملات مسماة. سيؤدي ذلك إلى تغيير الإنتاج في نفس الوقت من الموضع إلى الاسم. يعتبر تقليل الدرجة وزيادة مكانية العناصر المشاركة طرقا أخرى لتقليل الإنتاج في نفس الوقت.